# جوزف بارکرافت
جوزف بارکرافت (انگلیسی: Joseph Barcroft; ۲۶ ژوئیهٔ ۱۸۷۲ – ۲۱ مارس ۱۹۴۷) فیزیولوژیست، و استاد دانشگاه اهل بریتانیا بود.
وی همچنین برندهٔ جوایزی همچون مدال پادشاهی، همکار انجمن سلطنتی، و مدال کاپلی شده‌است.